# 小行星1368
小行星1368（1368 Numidia）是一颗围绕太阳公转的小行星。1935年4月30日，西里爾·傑克遜在约翰内斯堡发现了此天体。
該小行星以古羅馬時期的努米底亞王國命名。
这颗小行星的绝对星等为262.833894222303等。